# Ribeirão Kevuaieli
Ribeirão Kevuaieli är ett vattendrag i Brasilien.   Det ligger i delstaten Mato Grosso, i den centrala delen av landet, 700 km nordväst om huvudstaden Brasília.
Omgivningarna runt Ribeirão Kevuaieli är huvudsakligen savann. Trakten runt Ribeirão Kevuaieli är nära nog obefolkad, med mindre än två invånare per kvadratkilometer.